# Músculo pectíneo
O músculo pectíneo é um músculo do compartimento anterior da coxa. Trata-se de um músculo quadrangular achatado localizado no trígono femoral. Pode ser bilaminar e, neste caso, recebe inervação distinta para cada lâmina.
O músculo pectíneo relaciona-se anteriormente com a lâmina profunda da fáscia lata, posteriormente à cápsula articular do quadril, músculos adutor curto, obturador externo e com o ramo anterior do nervo obturatório.